# Spidele
Spidele – wieś w Rumunii, w okręgu Buzău, w gminie Buda. W 2011 roku liczyła 54 mieszkańców.